# Sciurus sanborni
Sciurus sanborni is een zoogdier uit de familie van de eekhoorns (Sciuridae). De wetenschappelijke naam van de soort werd voor het eerst geldig gepubliceerd door Osgood in 1944.

## Voorkomen
De soort komt voor in Peru.